# Урбіно
Урбіно (італ. Urbino) — муніципалітет в Італії, у регіоні Марке, столиця провінції Пезаро та Урбіно.
Урбіно розташоване на відстані близько 210 км на північ від Рима, 75 км на захід від Анкони, 31 км на південний захід від Пезаро.
Населення — 15 176 осіб (2014).
Щорічний фестиваль відбувається 1 червня. Покровитель — San Crescentino.

## Демографія
Населення за роками:

Станом на 1 січня 2023 року в муніципалітеті офіційно проживало 1216 іноземців з 76 країн, серед них 325 громадян країн Євросоюзу та 36 громадян України.

## Особи, пов'язані з Урбіно
- Лучано да Лаурана
- Донато Браманте
- Йоос ван Вассенхов
- Педро Берругете
- П'єро делла Франческа
- Рафаель Санті

## Сусідні муніципалітети
- Аккуаланья
- Аудіторе
- Валлефолья
- Ферміньяно
- Фоссомброне
- Ізола-дель-П'яно
- Лунано
- Мондаїно
- Монтекальво-ін-Фолья
- Монтечиккардо
- Монтефельчино
- Монтелаббате
- Пельйо
- Петріано
- П'яндімелето
- Сант'Анджело-ін-Вадо
- Сассокорваро
- Таволето
- Урбанія

## Галерея зображень

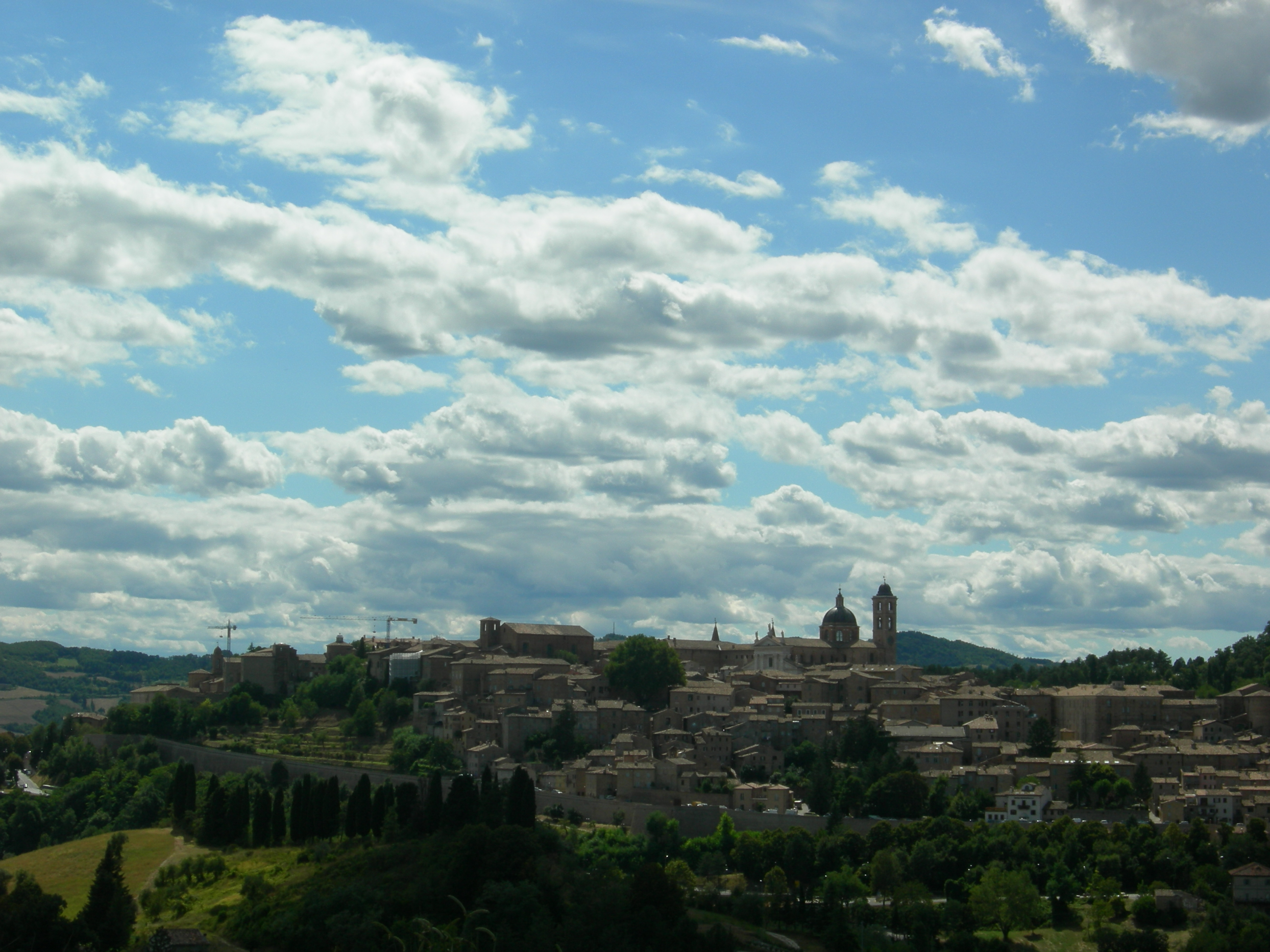
Панорама східної частини Урбіно.
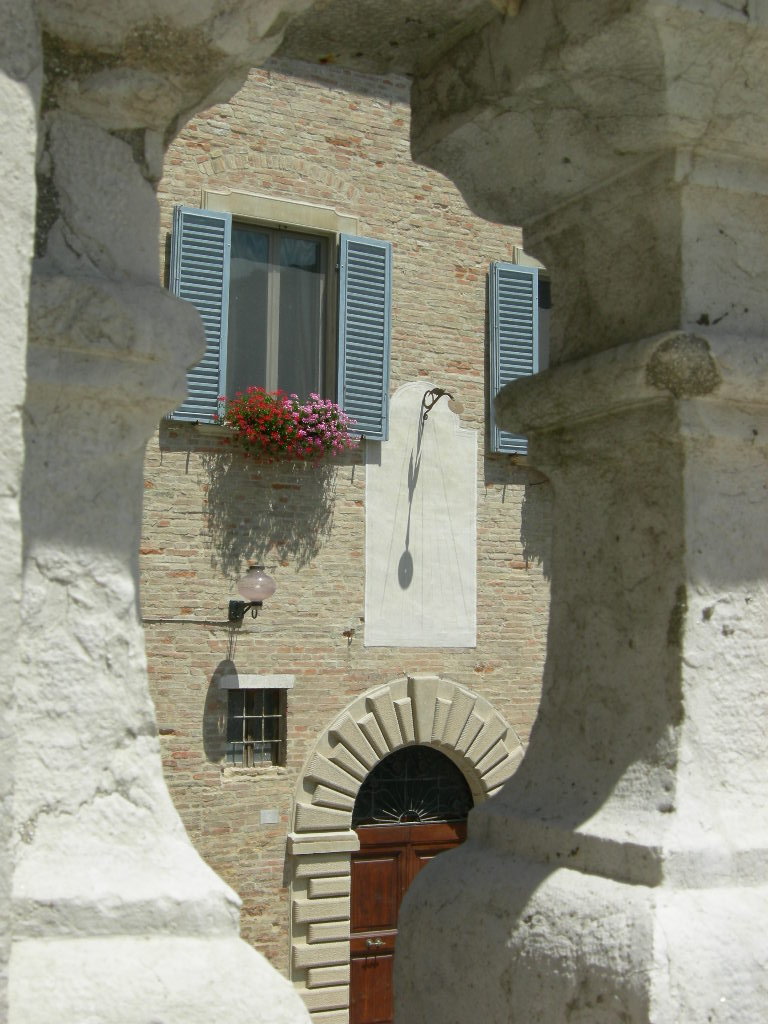
Ракурс палацу Фоск'єрі-Ветерані.
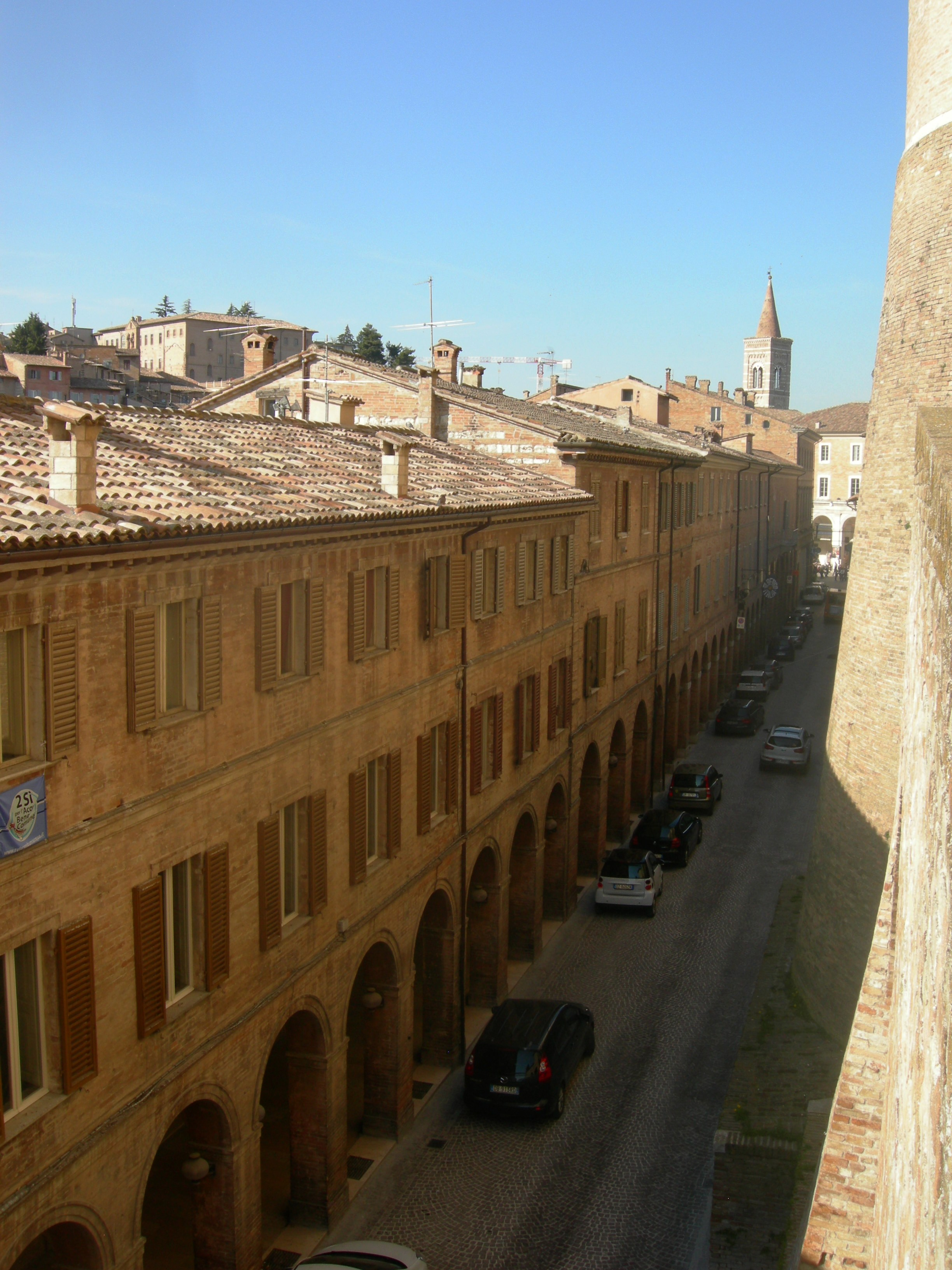
Корсо Гарібальді
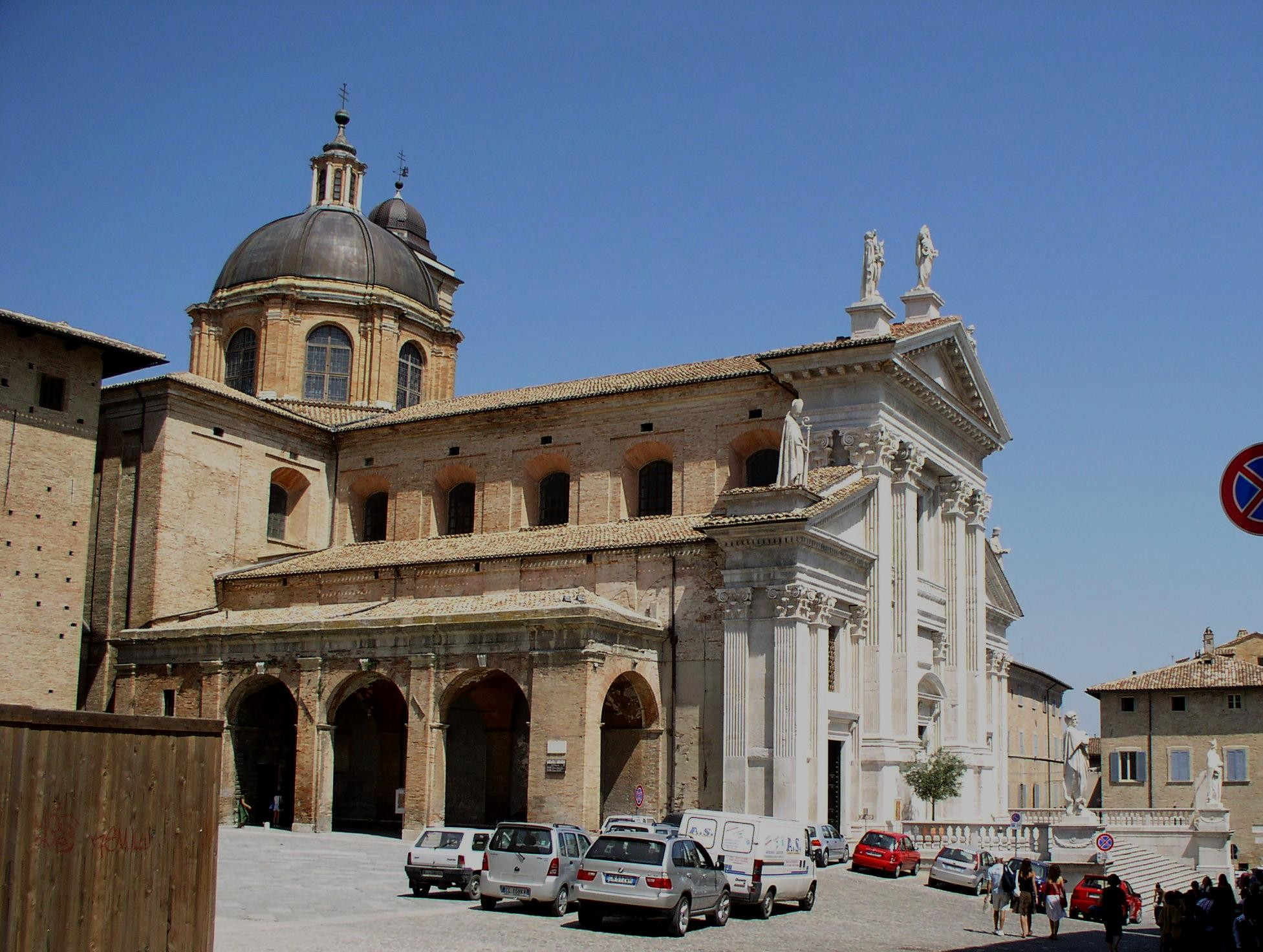
Зовнішній вид Дуомо
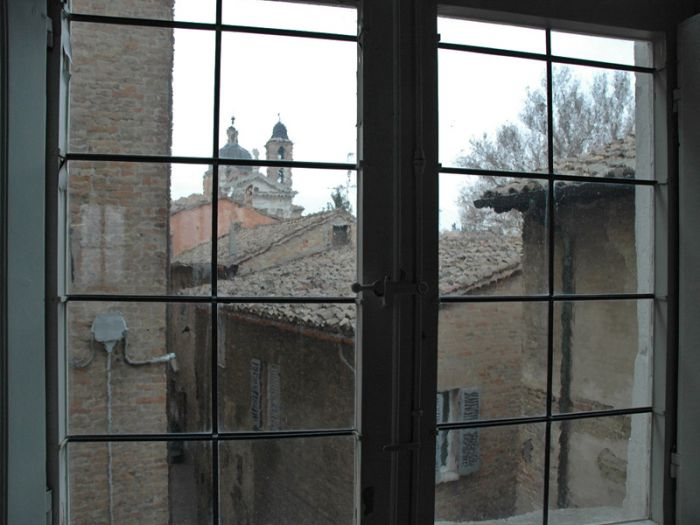
Ракурсний вид з вікна на Дуомо
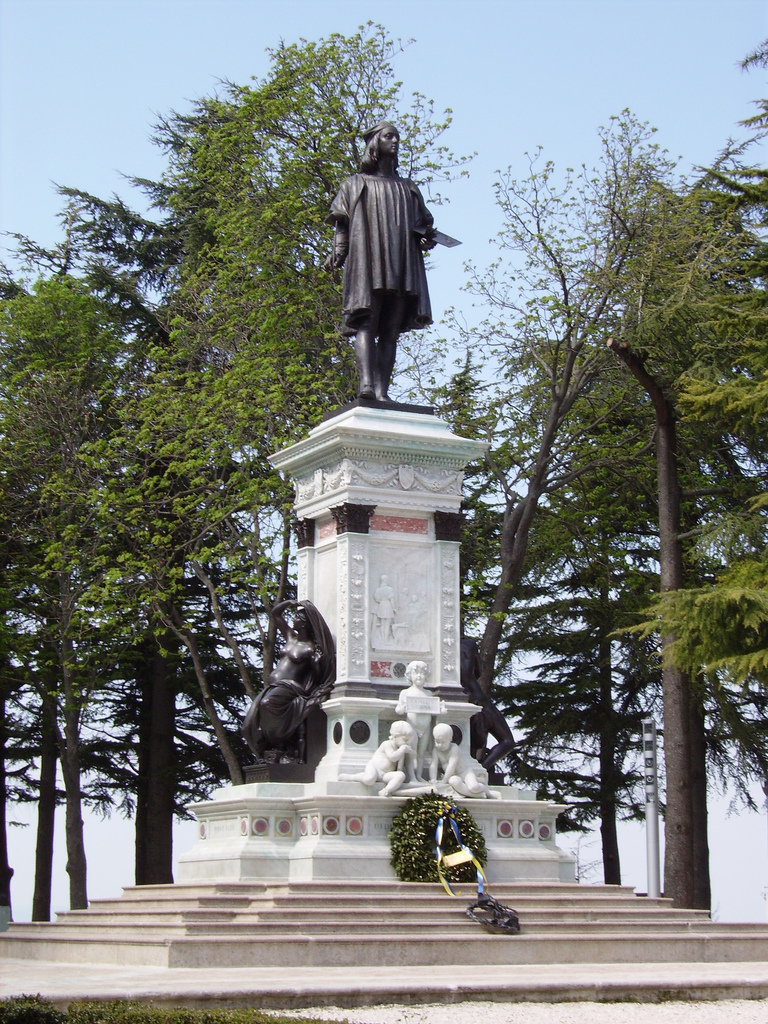
Пам'ятник Рафаелю Санті.
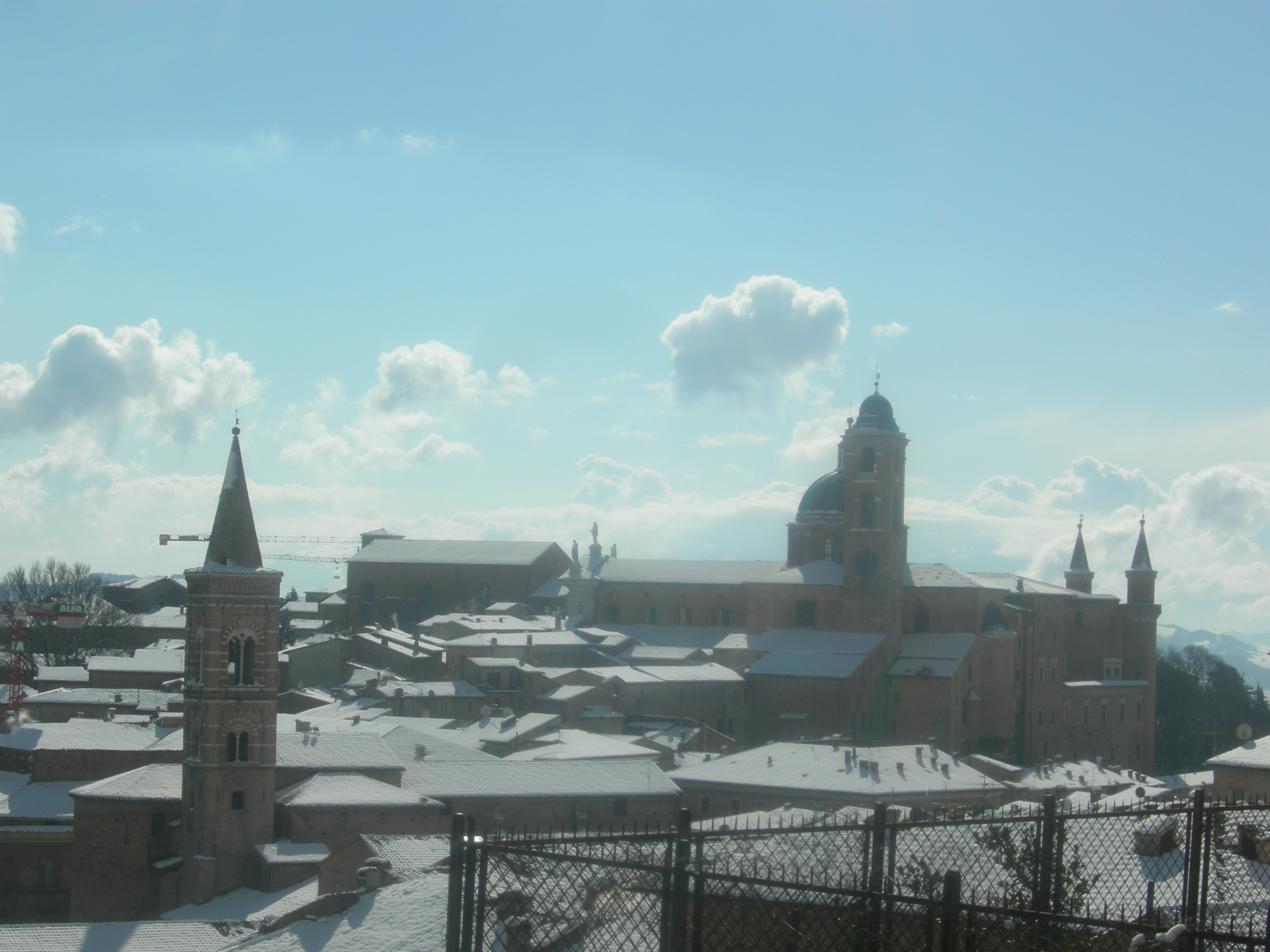
Панорама північної частини Урбіно.
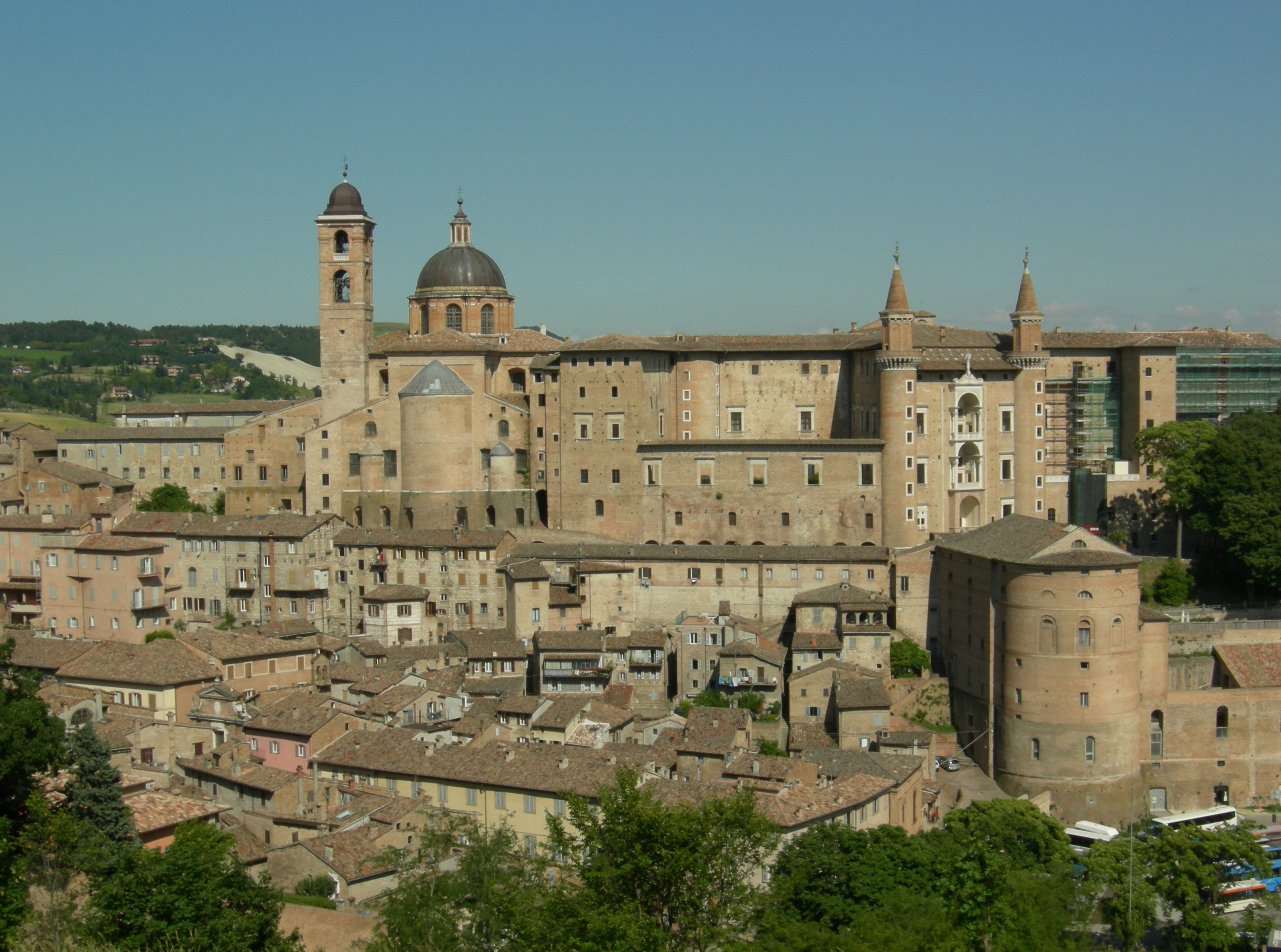
Панорама історичної частини Урбіно
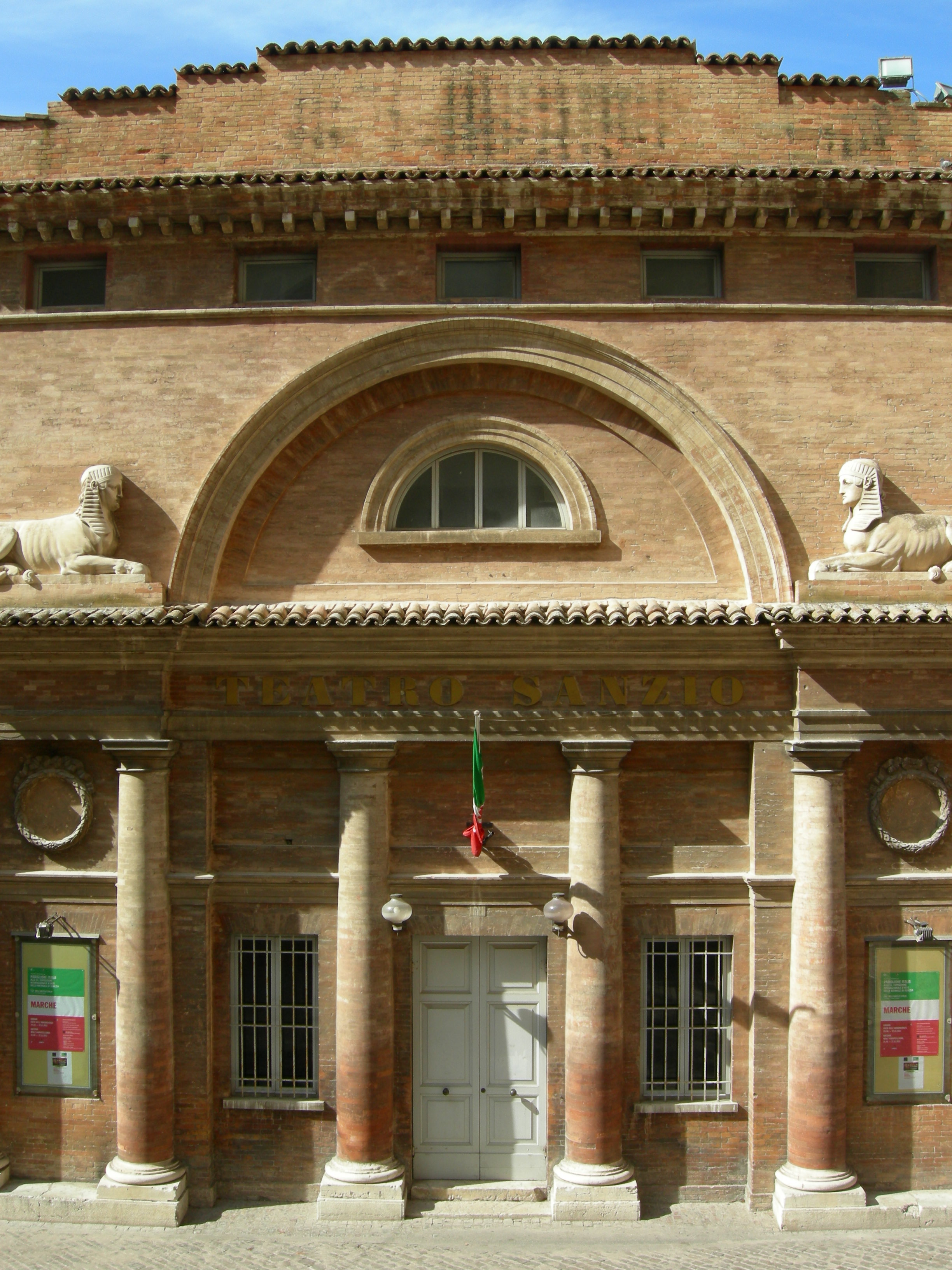
Арх. Вінченцо Гінеллі. Театр імені Рафаеля Санті, 1845-1853 рр., інтер'єри — Джанкарло де Карло, 1977-1982. Урбіно, Італія.